# Literatuur in Interlingua
De literatuur in Interlingua is de verzameling van geschreven werken in die kunsttaal.
Gode had een uiterst beperkte opvatting over de mogelijke of wenselijke toepassingsgebieden voor Interlingua. Zijn nalatenschap bestaat voornamelijk uit enkele honderden samenvattingen in Interlingua van wetenschappelijke artikelen uit de jaren 1950 en 1960, en twee kleine bundels met korte verhalen… zonder veel literaire waarde. De eerste werken die in Interlingua werden geschreven, waren leerboeken voor het aanleren van de taal, zoals het Interlingua-English Dictionary en A Brief Grammar of Interlingua for Readers, beide gepubliceerd in 1954. In datzelfde jaar verscheen ook Interlingua a Prime Vista en een jaar later Interlingua: A Grammar of the International Language, ditmaal geschreven door Gode en Blair.
Al in 1960 begon Eric Ahlström met het vertalen en uitgeven van boekjes met fictieve literatuur in zijn reeks Scriptores scandinave in INTERLINGUA: Episodio con perspectiva (Harald Herdal, 1960); Un desertor (Bo Bergman, 1961); en Le nove vestimentos del imperator (H.C. Andersen, 1961).
Een van de meest productieve auteurs in Interlingua was de Zweed Sven Collberg (1919–2003). Zijn eerste publicatie in Interlingua, Alicubi-Alterubi, was een bundel van 18 originele gedichten. In hetzelfde jaar gaf hij Cunate tu es a mi mar uit, een boek met 100 gedichten vertaald uit talen van over de hele wereld, en poëzie uit zowel het verleden als zijn eigen tijd. Andere werken van deze auteur zijn onder meer Inter le stellas (1975), Le prince e altere sonetos (1977), Lilios, Robores (1979), Prosa (1980) en Versos grec (1987).
In de jaren 1970 publiceerde Carolo Salicto Volo asymptotic (1970), een bundel met originele gedichten en twee vertalingen. Celestina le gallina del vicina en Hannibalo le gallo del vicino verschenen in 1971. Zeven sprookjes van H.C. Andersen werden in 1975 vertaald. Ook in dit decennium gaf Alexander Gode Un dozena de breve contos uit (1975), en Sven Collberg publiceerde de vertaling van het eerder genoemde Inter le stellas, een werk van Casemir Wishlace.
Alexander Gode publiceerde Dece Contos in 1983.
In de jaren 1990 verschenen veel vertalingen, zoals Le familia del antiquario van Carlo Goldoni, vertaald in 1993, en Le Albergatrice, van dezelfde auteur, twee jaar later. Andere werken die in dit decennium werden vertaald zijn onder andere Contos e historias van H.C. Andersen (vertaald in 1995) en Le pelegrinage de Christiano van John Bunyan (1994).
Vicente Costalago publiceerde de originele novelle Juliade in 2022, gevolgd door Poemas, eveneens in datzelfde jaar. Kilglan, van dezelfde auteur, werd uitgegeven in 2023.
In editie 46 van Posta Mundi, van maart 2025, publiceerde Eduardo Ortega, ook bekend als Le Canario Interlinguista, het gedicht Sonetto del depression ("Sonnet van de depressie"), waarin ook Ad su prude dama ("Aan zijn kuise dame") van Andrew Marvell verscheen, vertaald door Martin Lavallée, die ook Le Albatros ("De Albatros") van Charles Baudelaire vertaalde.

### Originele werken
- Breinstrup, Thomas (2013) Mysterios in Mexico - un novella criminal
- Costalago, Vicente (2020) Le dece-duo travalios de Heracles
- Costalago, Vicente (2022) Juliade
- Costalago, Vicente (2022) Poemas
- Hak, Esbern (1996) Paletta: dece-duo novellas original
- Scriptor, Marcus (2015) Le polyglotto involuntari e altere contos
- Soreto, Carlos (2020) Anthologia Litterari
- Costalago, Vicente (2023) Kilglan

### Vertalingen[3]
- Andersen, H.C. (1975) Septe contos
- Andersen, H.C. (1995) Contos e historias
- Andersen, H.C. (1961) Le nove vestimentos del imperator
- Baldwin, James (2022) Robinson Crusoe scribite de novo pro infantes
- Bang, Herman (1994) Tres novellas
- Arseneault, Daniel (2023) Le torno del mundo in octanta dies
- Bunyan, John (1994) Le pelegrinage de Christiano
- Buzzati, Dino (1992) Tres novellas
- Collberg, Sven (1975) Alicubi, alterubi
- Collberg, Sven (1977) Le Prince e altere sonettos
- Collberg, Sven (1978) Pandora. Scenas mythic in interlingua
- Collberg, Sven (1980) Prosa Pensatas breve e longe in interlingua
- Collodi, Carlo (2018) Pinocchio
- Daudet, Alphonse (2013) Litteras de mi molino
- Doyle, Arthur Conan (2014) Le grande experimento de Keinplatz
- Enfors, Erik (2020) Tres contos per Selma Lagerlöf
- Frank, Sven (2012) Contos in Interlingua
- Gibran, Khalil (2019) Le Propheta
- Gode, Alexander (1983) Dece Contos, Beekbergen.
- Goldoni, Carlo (1995) Le Albergatrice
- Goldoni, Carlo (1993) Le familia del antiquario
- Le Fanu, Joseph Sheridan (2015) Contos de phantasmas
- Leblanc, Maurice (2014) Arsène Lupin - le fur gentilhomine
- Leroux, Gaston (2014) Duo historias terrificante
- Macovei, Toma (2019) Ab le auro spiritual del scena e del schermo II
- Notarstefano, Italo (2019) Facile contos 1 – contos del humor
- Notarstefano, Italo (2019) Facile contos 2 – contos del mysteri
- Poe, Edgar Allan (2013) Le Barril de Amontillado, traducite per Patricio Negrete
- Poe, Edgar Allan (2013) Le homicidios in le Rue Morgue
- Quiroga, Horacio (2013) Contos del foreste
- Söderberg, Hjalmar (2012) Le joco seriose
- Tchekhov, Anton (2006) 11 contos